# North Wiltshire
North Wiltshire – były dystrykt w hrabstwie Wiltshire w Anglii. W 2001 roku dystrykt liczył 125 372 mieszkańców.

## Civil parishes
- Ashton Keynes, Biddestone, Box, Braydon, Bremhill, Brinkworth, Broad Town, Brokenborough, Calne, Calne Without, Castle Combe, Charlton, Cherhill, Chippenham, Chippenham Without, Christian Malford, Clyffe Pypard, Colerne, Compton Bassett, Corsham, Cricklade, Crudwell, Dauntsey, Easton Grey, Great Somerford, Grittleton, Hankerton, Heddington, Hilmarton, Hullavington, Kington Langley, Kington St. Michael, Lacock, Langley Burrell Without, Latton, Lea and Cleverton, Leigh, Little Somerford, Luckington, Lydiard Millicent, Lydiard Tregoze, Lyneham and Bradenstoke, Malmesbury, Marston Maisey, Minety, Nettleton, North Wraxall, Norton, Oaksey, Purton, Seagry, Sherston, Sopworth, St. Paul Malmesbury Without, Stanton St. Quintin, Sutton Benger, Tockenham, Wootton Bassett i Yatton Keynell[2].